# Laurent Truguet
Laurent Truguet, właśc. Laurent Jean François de Truguet (ur. 10 stycznia 1752 w Tulonie, zm. 26 grudnia 1839 tamże) – admirał, jeden z najzdolniejszych dowódców marynarki francuskiej czasów ancien régime’u, rewolucji, cesarstwa, restauracji i monarchii lipcowej.

## Życiorys

### Młode lata
Pochodzący z arystokratycznej rodziny o morskich tradycjach, Laurent de Truguet w roku 1765 wstąpił do elitarnego korpusu gardes-marine. Służbę odbywał na kilku okrętach odbierając liczne pochwały i nagrody; król Ludwik XV przyznał mu tytuł wyróżniającego się kadeta. W 1773 roku otrzymał awans na podporucznika marynarki (enseigne de vaisseau) i odbył osiem rejsów oceanicznych do lipca 1778 roku, kiedy to wybuchła wojna z Wielką Brytanią.
W czasie wojny służył na fregacie „Atalante” i okręcie „Hector” pod dowództwem hrabiego d’Estaing; wziął udział w bitwie o Saint Lucia. W roku 1779, już jako kapitan marynarki (lieutenant de vaisseau), w lądowym ataku na Savannah, ocalił życie admirała d’Estaing – mimo że sam odniósł poważną ranę – za co otrzymał Order Świętego Ludwika.
Służąc na okrętach „Languedoc” i „Citoyen” we flocie Guichena, a następnie de Grasse’a wziął udział w kilku bitwach o Chesapeake, Saint Kitts i Les Saintes.
Awansowany w roku 1784 na stopień komandora podporucznika (major de vaisseau), został przydzielony do M. Choiseuil-Gouffiera, ambasadora w Konstantynopolu, jako instruktor oficerów tureckich w zakresie sztuki fortyfikacyjnej, artylerii, metalurgii, budownictwa okrętowego itp. Truguet dowodził brygiem „Tarleton”, na którym prowadził w latach 1785–1786 pomiary hydrograficzne Dardaneli, co zostało rok później opublikowane w pracy Traité de Marine (Rozprawa Morska) w Konstantynopolu.

### Rewolucja Francuska
Do Francji wrócił w roku 1789, a po krótkim epizodzie służby w Breście udał się do Anglii, gdzie uzupełnił swą edukację. Awansowany 1 stycznia 1792 roku na stopień komandora (capitaine de vaisseau), już w lipcu otrzymał awans na kontradmirała i został skierowany na Morze Śródziemne, gdzie z pokładu flagowego „Tonnant” dowodził francuską eskadrą. Bombardował Niceę, Villefranche i Oneglię w czasie gdy generał Montesquiou zajmował Księstwo Sabaudii-Piemontu. Nieco później jego flota otrzymała polecenie współdziałania w podboju Sardynii; ruszył na bombardowanie Cagliari, ale nagle, w trakcie desantu, wśród lądujących żołnierzy wybuchł bunt, co zmusiło go do udania się na plażę i zagonienia buntowników z powrotem na statki.
Gdy w czasie tej kampanii przybył na Korsykę, został przyjęty w domu Bonapartych. Zapoczątkował się wówczas jego romans z Elizą, siostrą przyszłego cesarza, a także przyjazne stosunki z rodziną, które miały trwać aż do jego śmierci. W marcu 1793 roku udał się do Paryża, gdzie starał się przekonać władze do przyjęcia morskiego kodeksu karnego, który miałby zapobiec przyszłym rebeliom i buntom, ale wzbudził tylko rosnące niezadowolenie we francuskich bazach marynarki. W końcu, 31 maja, został po opublikowaniu projektu kodeksu odprawiony i aresztowany, ale uwolniono go 9 Thermidora (27 lipca).
W 1795 roku otrzymał awans na wiceadmirała, a Dyrektoriat zaproponował mu objęcie stanowiska ministra floty i kolonii; piastował je od listopada 1795 do lipca 1797 roku. W czasie tych dwóch lat zaprowadził dyscyplinę i porządek we francuskich portach i arsenałach, ponownie zatrudnił oficerów pozwalnianych po wybuchu rewolucji. Pod naciskiem generała Hoche przedstawił Dyrektoriatowi plan inwazji Irlandii, ze wskazaniem na Morarda de Galle jako dowódcę sił morskich. Ta operacja okazała się jednak kompletnym fiaskiem. Zorganizował także i wysłał na Ocean Indyjski eskadrę fregat pod dowództwem Pierre’a de Sercey.
Dokładał starań, by kolonie respektowały dekret o zniesieniu niewolnictwa z 1794 roku i popierał projekt utworzenia college’u dla czarnoskórych i kolorowych dzieci w okolicach Paryża; uczniami tej szkoły byli m.in. synowie Toussainta L’Ouverture, ale w roku 1802 została zamknięta przez kolejnego ministra, Denisa Decrès.
Truguet był również inicjatorem wprowadzenia nowego pakietu pryncypiów taktyki morskiej, co zostało wprowadzone w roku V francuskiego kalendarza rewolucyjnego. Uczynił tym samym wyłom w wyłącznie defensywnym pakiecie z roku 1769. Wprowadził i usystematyzował praktykę włączania do każdej z flot lekkiej eskadry ofensywnej. Ten pakiet pryncypiów został następnie uzupełniony pakietem roku IX, również inspirowanym przez Trugueta.
W czasie ministerialnych roszad przed przygotowywanym rojalistycznym zamachem stanu 18 Fructidora roku V (4 września 1797) został zastąpiony przez Pelley’ego i nominowany ambasadorem w Hiszpanii. Usunięto go ze sceny politycznej pod pretekstem niewystarczająco szybkiego powrotu do Francji po zakończeniu misji. W rzeczywistości była to zemsta ministra spraw zagranicznych Talleyranda, wobec sprzeciwu dla gier politycznych Talleyranda w Hiszpanii. Udał się na wygnanie do Holandii, gdzie przebywał przez dziewięć miesięcy. Napoleon, po powrocie z Egiptu, zaoferował mu ponowne objęcie teki ministra, ale Truguet odmówił i 20 września 1801 roku został conseiller d’État.
Sporządził dla I konsula cztery meldunki z propozycjami reorganizacji marynarki wojennej i zdecydowanym, odważnym sprzeciwem w sprawie przywrócenia niewolnictwa – republikanizm Trugueta kazał mu uważać równość za jedno fundamentalnych praw. Był chyba jedynym człowiekiem z ówczesnych szczytów władzy, który ośmielił się sprzeciwić Bonapartemu w tej kwestii; był z tego powodu gwałtownie atakowany przez zwolenników powrotu starych porządków w koloniach i ostro ganiony przez pierwszego konsula. Niemniej jednak w roku 1802 otrzymał dowództwo połączonych sił w Kadyksie oraz tytuł głównego admirała. Eskadry Linois, Gantheaume’a i Bedouta miały przejść pod naczelne dowództwo Trugueta, ale pokój w Amiens spowodował, że admirał wrócił do Paryża.

### Cesarstwo
Gdy ponownie wybuchła wojna Bonaparte powierzył Truguetowi organizację i dowodzenie floty w Breście; jego okrętem flagowym był „Alexandre”, a następnie „Vengeur”. W 1804 roku, gdy wszyscy skrupulatnie podpisywali się pod „spontaniczną” petycją wyrażającą pragnienie całej floty, by Napoleon otrzymał koronę cesarską (tak samo, jak to uczyniła armia), Truguet – listem, który go rozsławił – publicznie zaprotestował. Kosztowało go to pięć lat niełaski, wraz z utratą wszystkich tytułów i Legii Honorowej.
W roku 1809 cesarz udobruchał się nieco i powierzył mu dowodzenie eskadrą stacjonującą w Rochefort, co miało związek z niszczącym atakiem angielskich branderów podczas rajdu na Île-d’Aix. Rok później Napoleon postawił go na czele dowództwa floty Królestwa Holandii. Wyparty przez nacierające armie VI koalicji, Truguet był jednym z pierwszych, którzy opuścili cesarza.

### Restauracja Burbonów
Admirał Truguet wrócił w 1814 roku do Paryża, gdzie Ludwik XVIII postawił go ponownie na czele marynarki i nadał krzyż wielki orderu Legii Honorowej. W czasie stu dni nie otrzymał żadnego przydziału, ani żadnej łaski ze strony Napoleona. Po drugiej restauracji został dowódcą flotylli Brestu i otrzymał rozkaz obrony tamtejszego arsenału przed zakusami nadciągających wojsk okupacyjnych. Wywiązał się z tego zadania doskonale, za co król wynagrodził go krzyżem wielkim orderu Świętego Ludwika, tytułem hrabiowskim i godnością para Francji (5 maja 1819).
Po rewolucji lipcowej Truguet został podniesiony do najwyższej godności Wielkiego Admirała, co było odpowiednikiem Marszałka Francji. Zmarł w wieku 87 lat w roku 1839 w Tulonie.

## Wnioski
Truguet – bez wątpienia jeden z najbardziej kompetentnych francuskich dowódców marynarki swoich czasów – był, mimo arystokratycznego pochodzenia, republikaninem z przekonania. Był dobrym ministrem, który zaprowadził pewien porządek we flocie po okresie Wielkiego Terroru. Z drugiej strony ponosił częściową odpowiedzialność za fiasko wyprawy do Irlandii. Zaledwie kilku przedstawicieli władz potrafiło, jak on, przeciwstawić się przywróceniu niewolnictwa i utworzeniu cesarstwa. Jego stosunki z Napoleonem były skomplikowane i częstokroć burzliwe, niemniej cesarz uważał go za jednego z najlepszych admirałów, którego powoływał w sytuacjach napiętych i trudnych. Jego nazwisko zostało wykute na Łuku Triumfalnym w Paryżu.